# Rhabdopygus termitarum
Rhabdopygus termitarum is een hooiwagen uit de familie Assamiidae.